# Poravnavanje sekvenci
U bioinformatici, poravnavanje sekvenci je način of raspoređivanja sekvenci DNK, RNK, ili proteina radi identifikacije sličnih regiona koji mogu da budu posledica funkcionih, strukturnih, ili evolucionih odnosa između sekvenci. Poravnate sekvence nukleotida ili aminokiselina se tipično prikazuju kao redovi u matrici. Praznine se umeću između ostataka tako da se identična ili slična slova poravnavaju u uzastopnim kolonama
Poravnavanje sekvenci se isto tako koristi za sekvence koje nisu biološke prirode, kao što su sekvence prisutne u prirodnim jezicima ili u financijskim podacima.

## Interpretacija
Ako dve poravnate sekvence imaju zajedničkog pretka neslaganja se mogu interpretirati kao tačke mutacije, a praznine kao mutacije umetanja ili brisanja uvedene u jednu ili obe loze nakon njihove deobe. U poravnavanju sekvenci proteina, stepen sličnosti između aminokiselina koje se javljaju u određenoj poziciji sekvence se može interpretirati kao gruba mera konzervacije tog regiona ili motiva sekvence među lozama. Odsustvo supstitucija, ili prisustvo samo veoma konzerviranih supstitucija (drugim rečima, supstitucija aminokiselina čiji bočni lanci imaju slične biohemijske osobine) u određenom regionu sekvence, sugeriše da taj region ima strukturni ili funkcionalni značaj. Mada su DNK i RNK nukleotidne baze međusobno sličnije nego aminokiseline, konzervacija baznih parova indicira sličnu funkcionalnu ili strukturnu ulogu.